# 2-furaanzuur
2-furaanzuur is een carbonzuur, dat bestaat uit een furaanring waaraan een carboxylgroep is verbonden. De stof komt voor in gekookte asperge, koffie, guave, papaja en rum.

## Synthese
2-furaanzuur kan bereid worden door de oxidatie van furfural.

## Derivaten van 2-furaanzuur
2-furaanzuur kent een isomeer: 3-furaanzuur (β-furaanzuur).
De zouten en esters van deze zuren worden furoaten genoemd. Ze worden soms gebruikt om de werkzame stof van een geneesmiddel een farmaceutisch acceptabele toedieningsvorm te geven. Voorbeelden zijn:
- Diloxanidefuroaat (diloxanide is een middel voor de behandeling van chronische darmamoebiasis
- Fluticasonfuroaat (fluticason is een middel voor de behandeling van allergische rinitis (hooikoorts)
- Mometasonfuroaat (mometason is een corticosteroïde voor de behandeling van astma-aanvallen)